# سید عنایت‌الله هاشمی
سید عنایت‌الله هاشمی (زادهٔ ۱۳۳۲ در سپیدان) نمایندهٔ حوزهٔ انتخابیهٔ سپیدان در دورهٔ هشتم و نهم مجلس شورای اسلامی بوده‌است.